# 駒前町
駒前町（こままえちょう）は、愛知県瀬戸市本地連区の町名。丁番を持たない単独町名である。

## 地理
- 瀬戸市の南西端に位置する[8]。西を坊金町・坂上町、北を西本地町、東を東本地町・南菱野町、南を南ケ丘町・山の田町・長久手市北浦と隣接している[8]。
- 標高100m前後の丘陵地[8]。

### 河川
- 本地川（矢田川支流） ： 町の西部、山の田町・坊金町との町境を北流している。

### 学区
市立小・中学校に通う場合、学区は以下の通りとなる。また、公立高等学校普通科に通う場合の学区は以下の通りとなる。
| 番・番地等 | 小学校               | 中学校             | 高等学校 |
| ---------- | -------------------- | ------------------ | -------- |
| 全域       | 瀬戸市立幡山西小学校 | 瀬戸市立幡山中学校 | 尾張学区 |

## 歴史

### 町名の由来
昔、この地の西に本地城があり、ここの城主や武士が使用していた馬の寄場があったことから、この地名がつけられたと言い伝えられている。

また、一説によれば、長久手合戦の折、行軍の途中、この地において馬を休ませ、軍議をしたところから生まれたという説もある。

### 沿革
- 1970年（昭和45年）4月15日 - 瀬戸市大字本地字駒前・南浦の各一部と、字前田の全域により、同市駒前町として成立[2]。
- 1991年（平成3年）3月30日 - 南菱野町・坊金町の各一部を編入する[12]。

## 世帯数と人口
2024年（令和6年）2月1日現在の世帯数と人口は以下の通りである。
| 町丁   | 世帯数 | 人口  |
| ------ | ------ | ----- |
| 駒前町 | 50世帯 | 121人 |

### 人口の変遷
国勢調査による人口の推移
| 1995年（平成7年）  | 138人 | [ 13 ] |  |
| 2000年（平成12年） | 152人 | [ 14 ] |  |
| 2005年（平成17年） | 150人 | [ 15 ] |  |
| 2010年（平成22年） | 146人 | [ 16 ] |  |
| 2015年（平成27年） | 128人 | [ 17 ] |  |
| 2020年（令和2年）  | 120人 | [ 18 ] |  |

### 世帯数の変遷
国勢調査による世帯数の推移。
| 1995年（平成7年）  | 39世帯 | [ 13 ] |  |
| 2000年（平成12年） | 46世帯 | [ 14 ] |  |
| 2005年（平成17年） | 46世帯 | [ 15 ] |  |
| 2010年（平成22年） | 46世帯 | [ 16 ] |  |
| 2015年（平成27年） | 43世帯 | [ 17 ] |  |
| 2020年（令和2年）  | 42世帯 | [ 18 ] |  |

## 交通

### 鉄道
町内に鉄道は走っていない。最寄り駅は名鉄瀬戸線三郷駅、または愛知環状鉄道・愛知環状鉄道線瀬戸口駅になる。

### バス
名鉄バス「東山線」
- 【40】【41】藤が丘 - 岩作 - 本地口 - 菱野団地 系統
- 【43】【44】藤が丘 - 岩作 - 本地口 - 瀬戸駅前 系統

以上の4系統が走っているが、町内にバス停はない。最寄りのバス停は、山の田バス停・本地口バス停になる。
瀬戸市コミュニティバス「本地線」
- 陶生病院 - 瀬戸口駅 - 愛知医大 系統 ： 本地会館バス停（愛知医大方面乗り場）

- 本地会館バス停

### 道路
愛知県道57号瀬戸大府東海線 ： 町の南部、南菱野町との町境付近を南北に通っている。
- 愛知県道57号標識（駒前町内）

## 施設
- 本地会館 ： 本地連区自治会・本地の将来を考える会・本地地域力向上委員会の活動拠点となっている[19]。
- 宝生寺[8] ： 曹洞宗[8]。谷平野を見下す丘陵北端にある[8]。1632年（寛永9年）に雲興寺15世興南義繁によって開創され、1720年（享保5年）に山口川の大洪水にあい流失したため、現地に移転した[20]。本尊は観世音菩薩[20]。8月23日の地蔵祭りが有名で、盆踊り・花火打ち上げが行われる[8]。
- 長慶寺[8] ： 曹洞宗[8]。本尊は釈迦牟尼佛を祀り、開基は壺井開信[21]。境内の伏見稲荷社は3月の花祭りでにぎわう[8]。
- 尾張えびす大黒社 ： 宝生寺の境内にある。美保神社、出雲大社の分院として1976年（昭和51年）に造営された[22]。1月5日に行われる初えびす大祭が有名[22]。
- 御嶽神社 ： 宝生寺の境内にある。神道十三派の一つで霊峰御嶽山を信仰の対象とし六根清浄と唱えながら登拝する山岳信仰[23]。祭神は国常立命、大己貴命、少彦名命[23]。
- 幡山西児童遊園 ： 町の北部にある小さな公園。ブランコ・すべり台・鉄棒・ジャングルジムがある。
- 駒前第１号墳（史跡） ： 1998年（平成10年）宝生寺墓地造成工事の事前発掘調査が実施[24]。埴輪列の残存状況から瀬戸市域では始めての一辺が14mの方墳であることが確認された[24]。現在は墳丘は削平され、現地には標柱があるのみとなっている[24]。

- 本地会館
- 宝生寺
- 長慶寺
- 尾張えびす大黒社
- 御嶽神社
- 幡山西児童遊園

## その他

### 日本郵便
- 郵便番号 : 489-0974[6]（集配局：瀬戸郵便局[25]）。